# Albendazol
Albendazol é um fármaco prescrito para tratamento de verminoses, como Ancilostomíase, Ascaridíase, Enterobíase (oxiuríase). O nome oficial é carbamato de metil N-(5-propilsulfanil-3H-benzoimidazol-2-il). É tratamento de primeira escolha nos casos de ancilostomíase por Ancylostoma duodenale e Necator americanus.  É administrado por via oral no tratamento de giardíase, tricocefalose, filariose, neurocisticercose, hidatidose, oxiuríase e ascaridíase, entre muitos outros.
É um agente anti-helmíntico de amplo espectro do tipo benzimidazol.

## Modo de ação
Ele impede a absorção de glicose pelo parasita ao interromper a função microtubular. O fármaco impede a polimerização da tubulina.

## Contraindicação
Este medicamento é contraindicado a pacientes que apresentem hipersensibilidade ao albendazol ou a qualquer componente do produto. Como os demais derivados benzimidazólicos, o albendazol é teratogênico e não deve ser utilizado pela gestante. Embora não sejam conhecidos dados sobre a passagem do albendazol para o leite, recomenda-se que a lactante também não use.